# アイザック・シアーズ
アイザック・シアーズ（英語:Isaac Sears、1730年7月1日 - 1786年10月28日）は、アメリカ合衆国の商人、航海士、フリーメイソンの会員。アメリカ合衆国の独立期に政治的に大きな活躍をした。自由の息子達のメンバー。先祖にピルグリム・ファーザーズの一員であるリチャード・シアーズがいる。

## 伝記
1730年、イギリス領北米植民地のマサチューセッツ湾直轄植民地（現マサチューセッツ州）で9人兄弟の6番目として誕生する。幼少期に家族と共にコネチカット植民地のノーウォークに引っ越した。16歳の頃、航海者としての修行を始め、1752年にはニューヨーク・ハリファックス間の航海に成功した。
フレンチ・インディアン戦争が始まると、シアーズは私掠船により、敵軍であるフランス軍の戦艦の打撃で一躍名声を得た。その後はニューヨーク市に移住し、西インド諸島との貿易の投資で成功を収めた。

### 自由の息子達
1765年10月31日、シアーズはコーヒーハウスで自由の息子達と結束した。その日は印紙法が施行された日であり、彼らは最終的にイギリス本国との切手巡る抵抗のための連合を結成し、印紙法が無効になるまでイギリス製品の輸入を停止した。自由な息子達による活動は法的決議・示威運動・脅迫や暴行事件にまで発展した。この大衆運動によって印紙法の廃止に追い込んだ。シアーズはその凶暴さから、貴族からは"キング・シアーズ"と呼ばれ、ニューヨークの大衆を先導する影響力のある指導者となった。